# Amphoe Mueang Uttaradit
Amphoe Mueang Uttaradit (in Thai อำเภอเมืองอุตรดิตถ์, Aussprache: ʔāmpʰɤ̄ː mɯ̄aŋ ʔùt.tā.rā.dìt)  ist ein Landkreis (Amphoe -Verwaltungs-Distrikt) der Provinz Uttaradit. Die Provinz Uttaradit liegt in der Nordregion von Thailand.
Der Landkreis Amphoe Mueang Uttaradit beinhaltet die Provinzhauptstadt Uttaradit.

## Geographie
Uttaradit liegt etwa 450 Kilometer nördlich der Hauptstadt Bangkok. Die weite Ebene des Mae Nam Nan (Nan-Fluss) trägt zu einer gewissen Eintönigkeit der Umgebung bei.
Benachbarte Distrikte sind (von Norden im Uhrzeigersinn): Amphoe Den Chai der Provinz Phrae und die Amphoe Tha Pla, Thong Saen Khan, Tron und Laplae der Provinz Uttaradit.

## Bildung
Im Amphoe Mueang Uttaradit befindet sich ein Nebencampus der Maejo-Universität sowie die Rajabhat-Universität Uttaradit.

## Verwaltung

### Provinzverwaltung
Der Landkreis Mueang Uttaradit ist in 18 Kommunen (Tambon) gegliedert, die sich weiter in 154 Dorfgemeinschaften (Muban) unterteilen.
| Nr. | Name            | Thai        | Muban | Einw.  |
| --- | --------------- | ----------- | ----- | ------ |
| 01. | Tha It          | ท่าอิฐ        | 0-    | 33.985 |
| 02. | Tha Sao         | ท่าเสา       | 10    | 13.994 |
| 03. | Ban Ko          | บ้านเกาะ     | 08    | 09.033 |
| 04. | Pa Sao          | ป่าเซ่า       | 08    | 07.530 |
| 05. | Khung Taphao    | คุ้งตะเภา     | 08    | 08.846 |
| 06. | Wang Kaphi      | วังกะพี้       | 09    | 10.153 |
| 07. | Hat Kruat       | หาดกรวด     | 09    | 07.751 |
| 08. | Nam Rit         | น้ำริด        | 10    | 07.051 |
| 09. | Ngio Ngam       | งิ้วงาม       | 16    | 08.951 |
| 10. | Ban Dan Na Kham | บ้านด่านนาขาม | 11    | 10.293 |
| 11. | Ban Dan         | บ้านด่าน      | 12    | 05.137 |
| 12. | Pha Chuk        | ผาจุก        | 14    | 08.423 |
| 13. | Wang Din        | วังดิน        | 11    | 04.738 |
| 14. | Saen To         | แสนตอ       | 08    | 03.359 |
| 15. | Hat Ngio        | หาดงิ้ว       | 10    | 04.918 |
| 16. | Khun Fang       | ขุนฝาง       | 04    | 03.906 |
| 17. | Tham Chalong    | ถ้ำฉลอง      | 04    | 02.810 |

### Lokalverwaltung
Uttaradit (Thai: เทศบาลเมืองอุตรดิตถ์), die Hauptstadt des Landkreises, hat Stadtstatus (Thesaban Mueang).
Es gibt zusätzlich zehn Kleinstädte (Thesaban Tambon):
- Ban Dan Na Kham (เทศบาลตำบลบ้านด่านนาขาม) besteht aus Teilen des Tambon Ban Dan Na Kham,
- Wang Kaphi (เทศบาลตำบลวังกะพี้) besteht aus dem gesamten Tambon Wang Kaphi,
- Ban Ko (เทศบาลตำบลบ้านเกาะ) besteht aus dem gesamten Tambon Ban Ko,
- Pha Chuk (เทศบาลตำบลผาจุก) besteht aus dem gesamten Tambon Pha Chuk,
- Khung Taphao (เทศบาลตำบลคุ้งตะเภา) besteht aus dem gesamten Tambon Khung Taphao,
- Nam Rit (เทศบาลตำบลน้ำริด) besteht aus dem gesamten Tambon Nam Rit,
- Hat Kruat (เทศบาลตำบลหาดกรวด) besteht aus dem gesamten Tambon Hat Kruat,
- Tha Sao (เทศบาลตำบลท่าเสา) besteht aus dem gesamten Tambon Tha Sao,
- Pa Sao (เทศบาลตำบลป่าเซ่า) besteht aus dem gesamten Tambon Pa Sao,
- Ngio Ngam (เทศบาลตำบลงิ้วงาม) besteht aus dem gesamten Tambon Ngio Ngam.

Daneben gibt es sieben „Tambon Administrative Organizations“ (TAO, องค์การบริหารส่วนตำบล – Verwaltungs-Organisationen) für die Tambon im Landkreis, die zu keiner Stadt gehören.